# Rasputina
Rasputina är en amerikansk alternativ musikgrupp som bildades 1992 i Brooklyn i New York. Bandet kännetecknas på att de använder cello som dominerande instrument, vilket har fått dem att räknas till den relativt nya genren cellorock. Leadsinger är för närvarande Melora Creager. Bandet har gjort sig känt med hitlåtar som "Momma Was an Opium Smoker", "Saline the Salt Lake Queen", "Possum of the Grotto".

## Diskografi

### Studioalbum
- Thanks for the Ether – Columbia Records, 1996
- How We Quit the Forest – Columbia Records, 1997
- Cabin Fever – Instinct Records, 2002
- Frustration Plantation – Instinct Records, 2004
- A Radical Recital – Filthy Bonnet Co. 2005
- Oh Perilous World – Filthy Bonnet Co., 2007
- Sister Kinderhook – Filthy Bonnet Co., June 15, 2010

### Livealbum
- A Radical Recital – Filthy Bonnet Co., 2005
- Melora a la Basilica – 2008
- The Pregnant Concert – Sept. 13th, 2009

### Diverse
- Transylvanian Concubine/The Vaulted Eel, Lesson #6 – Oculus Records 1993
- Three (3) – (promo), 1994
- Three Lil' Nothin's – (promo), 1996
- Transylvanian Regurgitations – Columbia Records, 1997
- The Olde HeadBoard – Columbia Records, 1998
- Our Lies – 2001
- The Lost and Found, 1st Edition – RPM Records, 2001
- My Fever Broke – Instinct Records, 2003
- The Lost and Found, 2nd Edition – Instinct Records, 2003